# Bí rợ

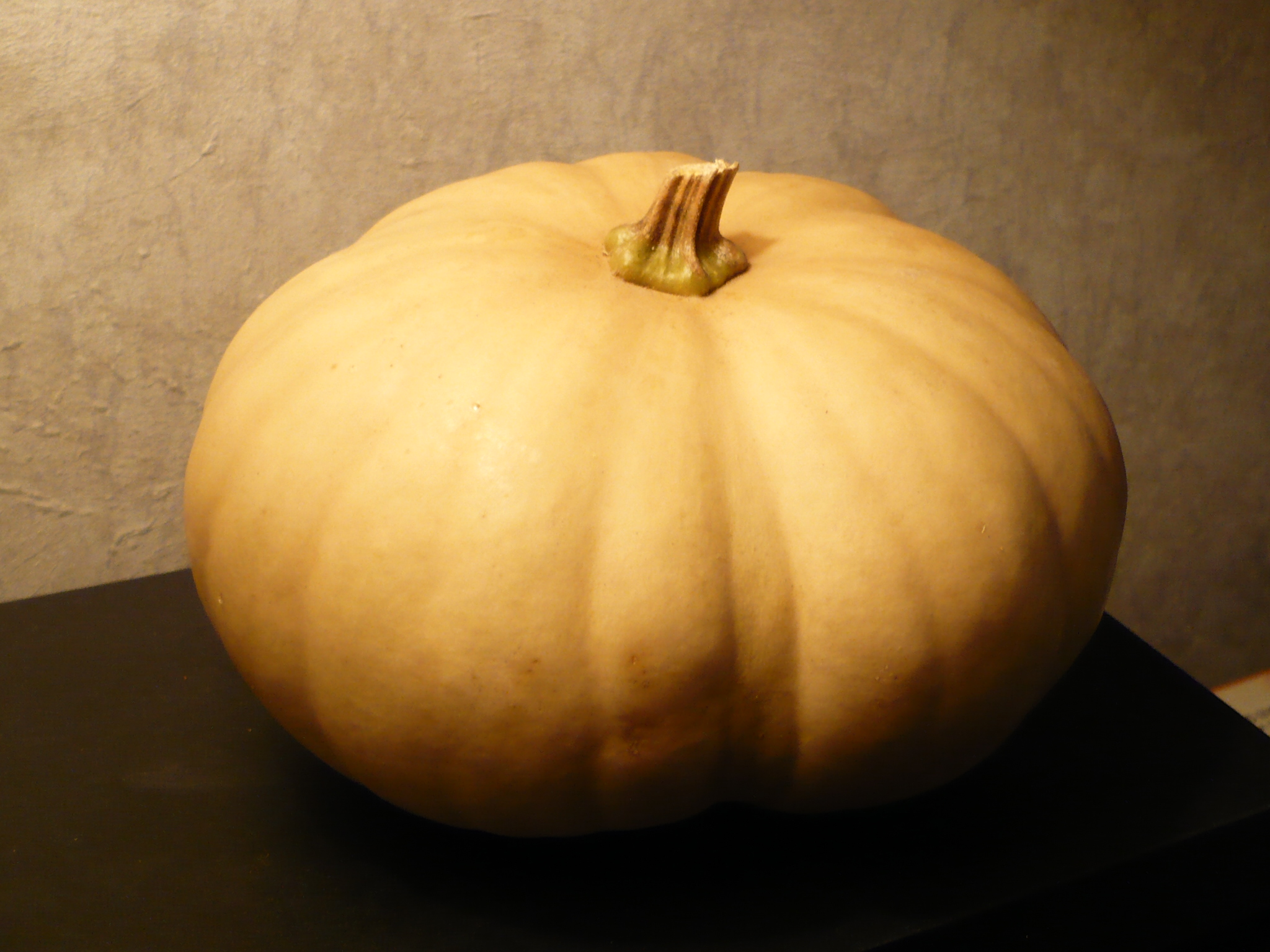
Quả bí ngô bơ ở Long Island

Cucurbita moschata là một loài bí ngô có nguồn gốc từ Trung Mỹ hoặc bắc Nam Mỹ. Các giống của loài này gồm squash và pumpkin. Các giống của C. moschata chịu đựng tốt hơn đối với thời tiết ẩm và nóng hơn biến thể của C. maxima hoặc C. pepo. Nhìn chung chúng cũng có khả năng kháng bệnh và côn trùng tốt hiown, đặc biệt là loài squash vine borer. Các giống gồm có:
- Bí ngô bơ
- Bí ngô cánh đồng Dickinson - sử dụng để đóng hộp thương mại
- Bí ngô cánh đồng Kentucky
- Bí ngô bơ Long Island - bề ngoài và hình dáng, màu sắc giống bánh pho mát
- Bí ngô Calabaza - trồng phổ biến ở Cuba và Puerto Rico
- Bí ngô Seminole - trồng ở Seminole Indians của Florida
- Bí ngô cổ - tổ tiên của bí ngô bơ và phù hợp cho làm bánh bí ngô. Phổ biến nhất ở các bang trung Đại Tây Dương của Hoa Kỳ, đặc biệt là các vùng với ảnh hướng Amish.[3]
- Bí ngô Long of Naples

## Hình ảnh

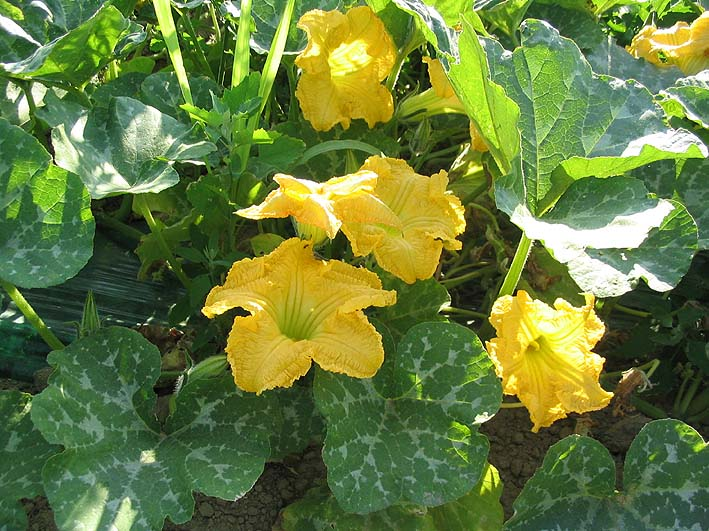
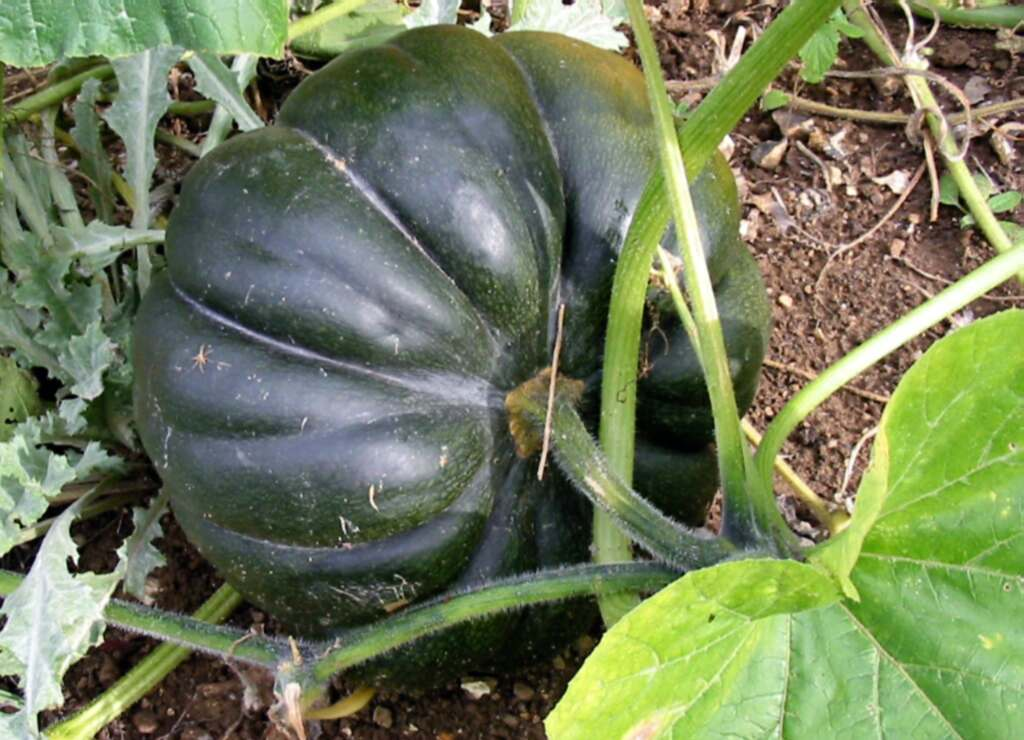
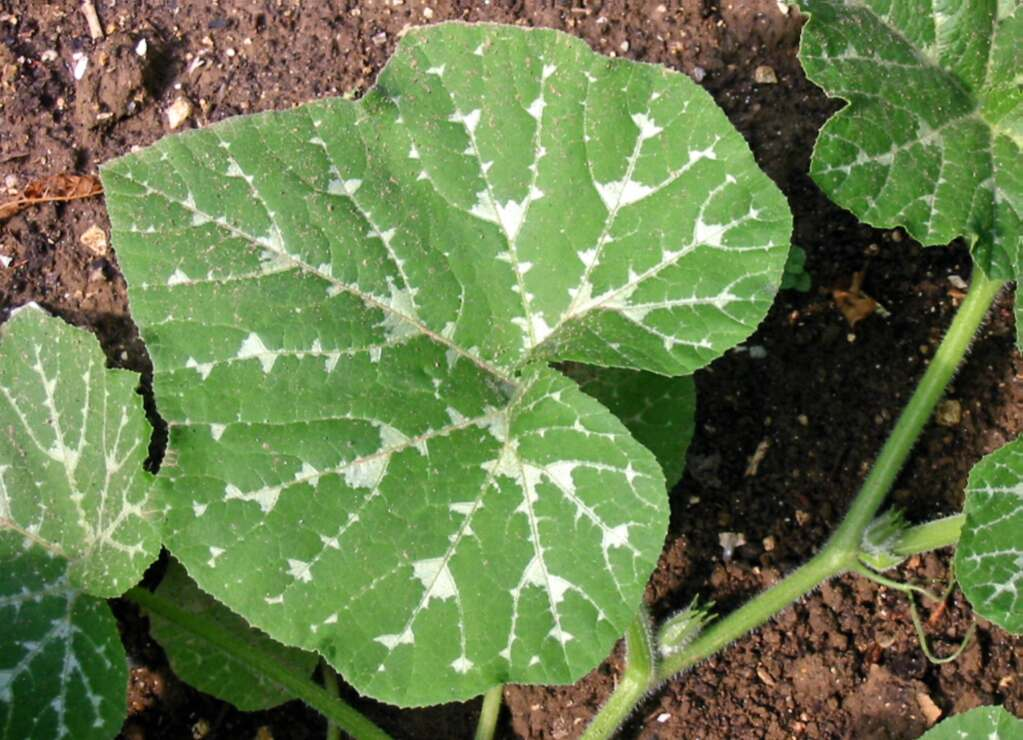
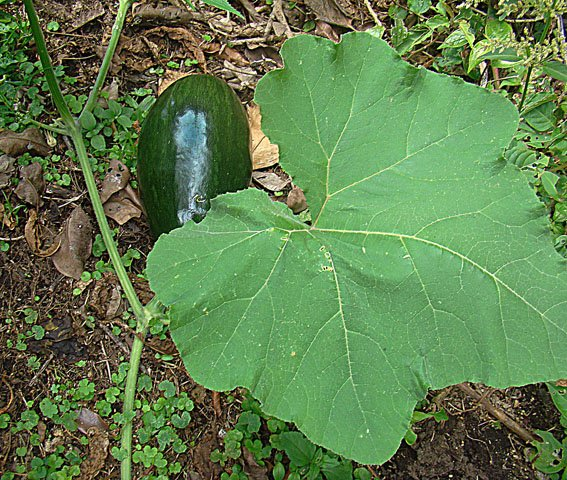
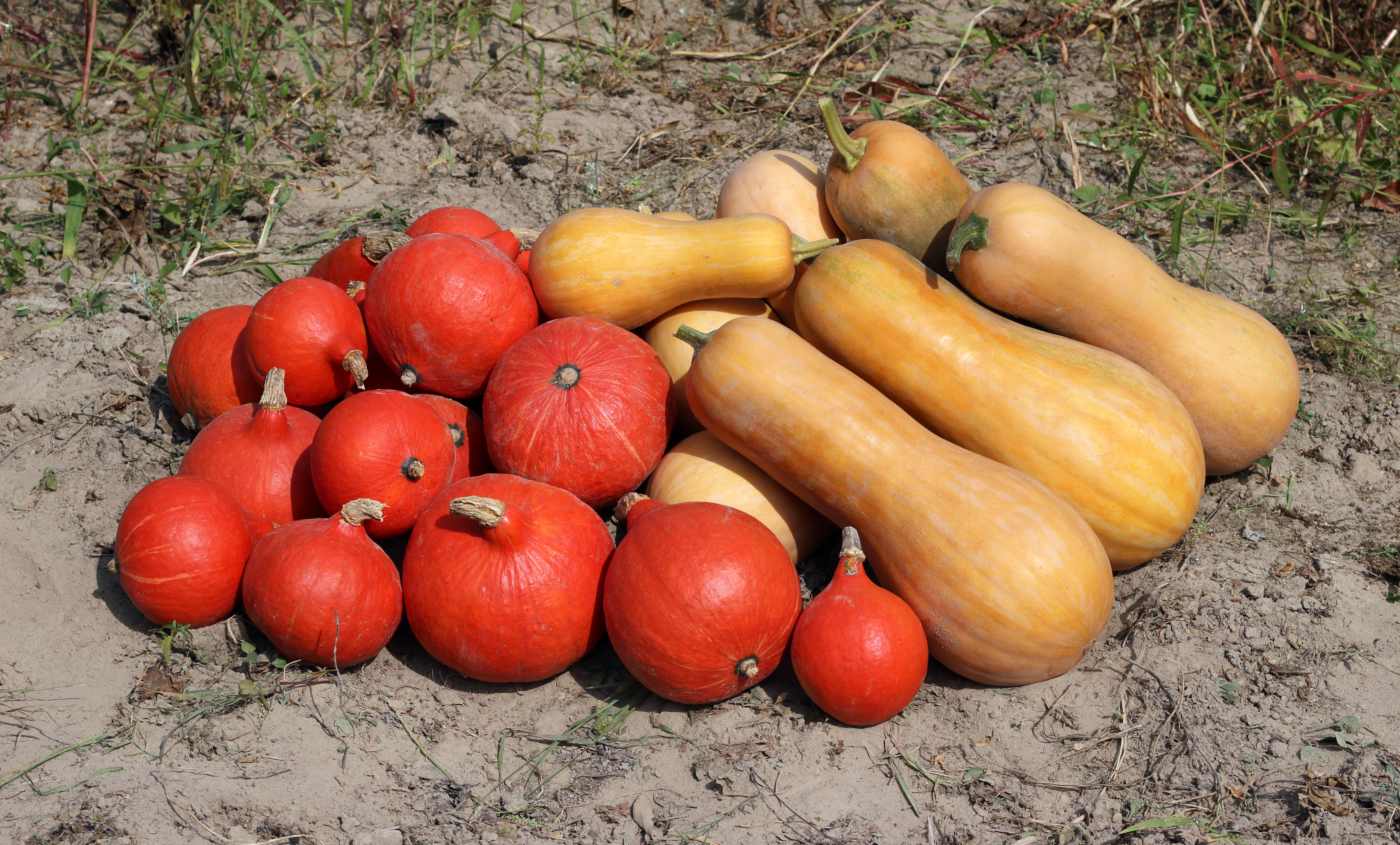
Bí rợ và Cucurbita maxima